# 季候泥

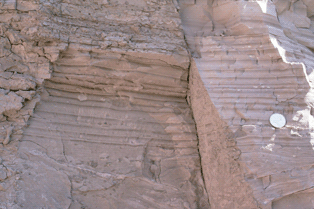
更新世季候泥。地點：Scarborough Bluffs，Toronto，安大略州，加拿大. 每層季候泥厚大於半英寸

季候泥（英語：varve）是沉積物或沉積岩的年度層，是韻律石（rhythmites）的一種。最初季候泥指的是在冰川湖沉積物中單一年度層的沉積物，但在 1910 年地質大會上，瑞典地質學家 Gerard De Geer（1858-1943）提出了一個新的定義，包括任何沉積物在一年度的沉積層。韻律石有很多種，但季候泥是研究過去氣候變化最重要的證據。季候泥也是地層學中公認的最小的單位。
年度層的沉積很明顯的原因是，因為在春季水流強度較大，水流所繫帶的顆粒比其它季節所繫帶的顆粒要粗得多。因此每個年度週期就形成了一對粗的和細的兩個層理。季候泥僅在淡水或微鹹水中形成，因為普通海水中的高鹽含量會使粘土凝結成粗顆粒，全年都會沉積粗顆粒，因此不會呈現季節性分層，粘土的凝結是由於粘土雙電層（EDL）的破壞，而降低了粘土顆粒之間的靜電排斥。